# Johnny Concrete
Johnny Concrete med det borgerlige navn John Østergaard Frandsen (født 6. maj 1960 i Aarhus) var en dansk punkmusiker. 
Johnny Concrete havde lige fra sin tidlige ungdom været inspireret af Detroit-rocken, med bands såsom MC5 og The Stooges. Med punkens gennembrud i 1977 blev disse inspirationskilder blandet med lyden af punkbands som Wire og Buzzcocks, denne blanding førte til en lyd der i dag kan betegnes som garage punk. Det første band han var med i blev dannet i ungdomsklubben i Tilst i 1976, det hed Spiders from Oz, og var et band i 1970'ernes hård rock stil med en del David Bowie iblandet. 

## Dream Police
31. december 1977 dannede han sit første punk band, Dream Police, sammen med Jan Schriver (guitar), S.E. Frog (bas) og Claus Buldermave (trommer). Johnny Concrete var forsanger, selv om hans syngestil mere var at råbe sangteksterne. 
Dream Police i sin oprindelige udformning havde en kort men indflydelsesrig levetid. Bandet optrådte bl.a. på Danmarks første punk opsamlingsplade, Pære Punk (1979), og optog 2 singler, som dog først blev udgivet i 1981. Der havde været gnidninger mellem bandets medlemmer i længere tid, og efter en katastrofal koncert i september 1979, blev bandet opløst. 

## The Clochards
Samme måned startede Johnny Concrete et nyt band, The Clochards, igen med medlemmer der bestod af venner fra Langkær Gymnasium, Jesper Brinck (guitar) og Bjørn Hofman (guitar, bas vokal) og Rene Kjær på trommer. Johnny Concrete spillede trommer og sang. Forskellige personer optrådte sammen med bandet på forskellige tidspunkter, bl.a. Claus Buldermave fra Dream Police, og Michael Valeur på saxofon. Dette bands lyd havde stadig Johnny Concretes traditionelle blanding af hård rock og punk som varemærke, men sangene var kortere og hurtigere, en udvikling der var parallel med udviklingen generelt i punken til hardcore. Dette band havde også en kort levetid, 1979-1981, men det havde to højdepunkter. 
Det første var dets deltagelse i hvad der senere blev kendt som Staklademassakren, en punkfestival 16. februar 1980 i Stakladen i Aarhus, der på grund af uroligheder mellem punkere og rockergruppen Tornadoes endte med at politiet greb ind og smed 500 gæster ud og lukkede for koncerterne. 
Det andet højdepunkt var bandets optagelser i Gnags's Feedback studio, hvor Peter A.G. Nielsen sad ved mixerpulten. Det endte med et legendarisk bånd der undertiden cirkulerede i punkmiljøet i dårlige kassettekopier. De blev først udgivet i 2003 på Mastermind records som en vinylsingleplade med titlen kritikken EP.

## 80'erne og 90'erne
I 1980'erne genoplivede Johnny Concrete Dream Police i forskellige afskygninger og udgav flere forskellige plader. Han var dog på dette tidspunkt rykket længere væk fra punkrødderne, og eksperimenterede med heavy metal og andre populære 80'er-genrer.
1990'erne var et årti hvor man ikke hørte meget til Johnny Concrete. Enkelte koncerter med Dream Police, men ingen egentlige udgivelser.

## Pære Punk jubilæum
Først i 2003 blev interessen for den gamle aarhusianske punk fornyet ved 25-års jubilæet for den Pære Punk festival i Aarhus i 1978 der dannede udgangspunkt for Pære Punk-pladen. I forbindelse med jubilæet blev mange af de gamle bands genforenet med oprindelig besætning, bl.a. Lost Kids og Dream Police. Her var Johnny Concrete vendt tilbage til udgangspunktet i punken. Det skal dog nævnes at eneste oprindelige medlem af Lost Kids var Jan Jet. Concretes betydning for den danske punkscene i det hele taget skal, udover de nævnte initiativer, nok muligvis tildeles og begrænses til scenen i Aarhus.
I 2006 blev en Dream Police opsamlingsplade udgivet på Karma Music, hvor alle gruppens studieoptagelser plus nogle liveoptagelser er inkluderet.